# Jarnioux
Jarnioux korábbi község (település) Franciaországban, Rhône megyében. 2019. január 1-jén Porte des Pierres Dorées községhez csatolták.
Lakosainak száma 702 fő (2018. január 1.). Jarnioux Cogny, Pouilly-le-Monial, Theizé, Ville-sur-Jarnioux, Lacenas és Liergues községekkel határos.

## Népesség
A település népességének változása:
| Lakosok száma | 633  | 661  | 669  | 669  | 702  |
|               | 2013 | 2015 | 2016 | 2017 | 2018 |